# アフィヨンカラヒサール県
アフィヨンカラヒサール県（アフィヨンカラヒサールけん、トルコ語: Afyonkarahisar ili）は、トルコ西部、エーゲ海地方の県。アフィヨン県と略して用いることが多い。県都はアフィヨンカラヒサール。
北から時計回りにエスキシェヒル、東にコンヤ、南部にウスパルタ、ブルドゥル、西にデニズリ、ウシャク、キュタヒヤと接している。

## 下位自治体
18の下位自治体がある。
- アフィヨンカラヒサール（Afyonkarahisar）
- バシュマクチュ（Başmakçı）
- バヤト（Bayat）
- ボルヴァディン（Bolvadin）
- チャイ（Çay）
- チョバンラル（Çobanlar）
- ダズクル（Dazkırı）
- ディナール（Dinar）
- エミルダー（Emirdağ）
- エヴジレル（Evciler）
- ホジャラル（Hocalar）
- イフサニイェ（İhsaniye）
- イスジェヒサール（İscehisar）
- クズレレン（Kızılören）
- サンドゥクル（Sandıklı）
- スィナンパシャ（Sinanpaşa）
- スルタンダウ（Sultandağı）
- シュフト（Şuhut）